# Kirche Hl. ehrwürdige Mutter Petka Paraskeva (Donji Magnojević)
Die Kirche Hl. ehrwürdige Mutter Petka Paraskeva (serbisch: Црква Свете Преподобне мати Петке Параскеве, Crkva Svete Prepodobne mati Petke Paraskeve) im zur Opština Bijeljina gehörendem Dorf Donji Magnojević ist eine serbisch-orthodoxe Kirche im nordöstlichen Bosnien und Herzegowina.
Das von 1999 bis 2007 erbaute Kirchengebäude ist der Hl. ehrwürdigen Mutter Petka Paraskeva geweiht. Sie ist die Filialkirche der Pfarrei Vršani und Sitz der Kirchengemeinde Magnojević im Dekanat Bijeljina der Eparchie Zvornik-Tuzla der Serbisch-Orthodoxen Kirche.

## Lage
Das Kirchengebäude steht im südlichen Dorfzentrum von Donji Magnojević, das um die 610 Einwohner zählt. Donji Magnojević liegt in der Ebene der Semberija, nordwestlich der Gemeindehauptstadt Bijeljina. Die Gemeinde Bijeljina liegt in der Republika Srpska.  
Im umzäunten Kirchhof mit einem großen Eingangstor steht außer der Kirche auch ein Denkmal für die Opfer des Zweiten Weltkrieges und des Bosnienkrieges. Im Dorf existiert unweit der Kirche ein Dorffriedhof. Das älteste Grabmal auf dem Friedhof stammt aus dem Jahre 1888.

## Geschichte
Mit dem Bau der einschiffigen Kirche wurde 1999 begonnen und am 19. November 1999 wurden die Fundamente der Kirche vom damaligen Bischof der Eparchie Zvornik-Tuzla, Vasilije, geweiht. 
Das Kirchenbauprojekt wurde lose nach dem Erscheinungsbild der Kirche Hl. ehrwürdige Mutter Petka Paraskeva im Dorf Malešić, die zur Pfarrei Šetići bei der Stadt Zvornik gehört, konzipiert.
Die Bauarbeiten am Kirchenbau wurden im Jahre 2007 beendet. Am 7. August 2007 wurde die Kirche vom Bischof Vasilije feierlich eingeweiht.

## Architektur
Das einschiffige Kirchengebäude wurde im serbisch-byzantinischen Stil erbaut, mit einer Altar-Apsis im Osten, Seitenkonchen an der Nord- und Südseite, einer großen Rundkuppel im östlichen Teil des Naos und einem Kirchturm mit drei Kirchenglocken und mitsamt Eingangsportal im Westen. Die Kirche ist aus Kleinziegeln errichtet worden, das Dach ist mit verchromten Zinn gedeckt. Die Kirche hat die Maße 18 × 10 m.
Die Fassade der Kirche ist schlicht in Weiß gehalten. Es gibt einige gelbe Verzierungen am Kirchturm und der Kirche. Der säulengestützte Haupteingang der Kirche befindet sich an der Westseite. Ein  Nebeneingang befindet sich an der Südseite.
Die Kirche ist teilweise, vor allem  im Altarbereich, mit byzantinischen Fresken bemalt. Die Fresken sind Werke von Nikola Lubardić aus Belgrad. In der Kirche steht eine reich verzierte hölzerne Ikonostase, mitsamt in byzantinischer Manier gemalten Ikonen.

## Pfarrei Vršani
Die Pfarrei Vršani umfasst die drei Dörfer Vršani, Donji Magnojević und Srednji Magnojević und besteht aus den beiden Kirchengemeinden Vršani und Magnojević. Die Pfarrkirche Hl. Sava steht im Dorf Vršani. Derzeitiger (Stand Januar 2025) Pfarrpriester ist der Erzpriester Luka Petrović.